# Габиллема
Габиллема — стратовулкан, расположенный во второй административной зоне, в регионе Афар, Эфиопия. Его высота достигает 1459 м. Находится к югу от Афарской котловины.
Сложен риолитами и покрыт застывшими лавами, которые занимают площадь 5x17 км и образуют базальтовое вулканическое поле. На южной и восточной сторонах вулкана происходила последняя вулканическая активность. В настоящее время в кратерах вулкана наблюдается фумарольная активность.